# Szent Mihály és Gábriel arkangyalok fatemplom (Nyárfás)
A nyárfási Szent Mihály és Gábriel arkangyalok fatemplom műemlékké nyilvánított épület Romániában, Máramaros megyében. A romániai műemlékek jegyzékében az  MM-II-m-A-04604 sorszámon szerepel, és egyike annak a nyolc máramarosi fatemplomnak, amelyek 1999-ben világörökséggé váltak.